# Солелюбка супротивнолиста
Солелюбка супротивнолиста (Petrosimonia oppositifolia) — вид квіткових рослин родини щирицевих (Amaranthaceae).

## Біоморфологічна характеристика
Це червонувато- або жовтувато-зелена однорічна рослина 5–40 см заввишки, від притиснуто запушеної до майже голої. Стебло прямовисне, біля основи гіллясте, нижні гілки супротивні, верхні чергові. Листки лінійно-валькуваті, м'ясисті, біля основи розширені, нижні супротивні, верхні чергові, верхівка загострена. Листочків оцвітини 2; тичинок 5.

## Поширення
Росте у Євразії від Албанії до північного Сіньцзяну.
В Україні вид росте на солончаках та солонцях — у приморських районах Степу та Криму